# Michele Boyd
Michele Catherine Boyd (sinh tại Gainesville, Florida) là một nữ diễn viên người Mỹ, người nổi tiếng khi tham gia vào loạt chương trình The Guild. Trong năm 2011, cô vào vai Aramis trong bộ phim hành động thực tế Biệt đội ngự lâm (tên gốc: 3 Musketeers) với các cảnh chiến đấu võ thuật bằng tay không, đấm đá quyết liệt.

## Tiểu sử
Michele Boyd đã được sinh ra trong một gia đình có truyền thống nghiệp hải quân và do đó cô đã có điều kiện dành phần lớn cuộc sống của mình để đi du lịch. Cô có một em gái, Allyson Boyd. Trong sự nghiệp của mình, từ khi còn nhỏ tuổi, cô đã tham gia vào các vở kịch và nhạc kịch thông qua các trường trung học và nhận nhiều vai diễn quan trọng.
Michele Boyd cũng đã được cha mẹ cho học bơi từ khi 6 tuổi, và tham gia vào một số cuộc thi hay các sự kiện bơi lặn tại California. Boyd cũng đã làm việc như một giáo viên hướng dẫn trượt tuyết tại núi Big Bear và cô cũng là một võ sinh Hapkido mang đai xanh.
Cô có bằng cử nhân khoa học trong lĩnh vực sinh học thần kinh, sinh lý học và hành vi học của Đại học California, Davis. Trước khi chọn con đường vào sự nghiệp của một diễn viên, cô đã làm nghiên cứu khoa học thần kinh tại Trường Y Harvard và Viện Y tế quốc gia Hoa Kỳ.
Sau khi kết thúc đại học, cô theo đuổi nghề diễn viên cùng với một sự nghiệp diễn xuất, cô từng làm quảng cáo cho Coca - Cola, Hewlett -Packard. Sau đó cô dọn đến Los Angeles để có đầy đủ các điều kiện theo đuổi sự nghiệp phim và truyền hình. Với khuôn mặt khả ái, ngoại hình cao đô, là một trong những lợi thế giúp cô trong ngành công nghiệp này.